# 弗雷森多夫湖

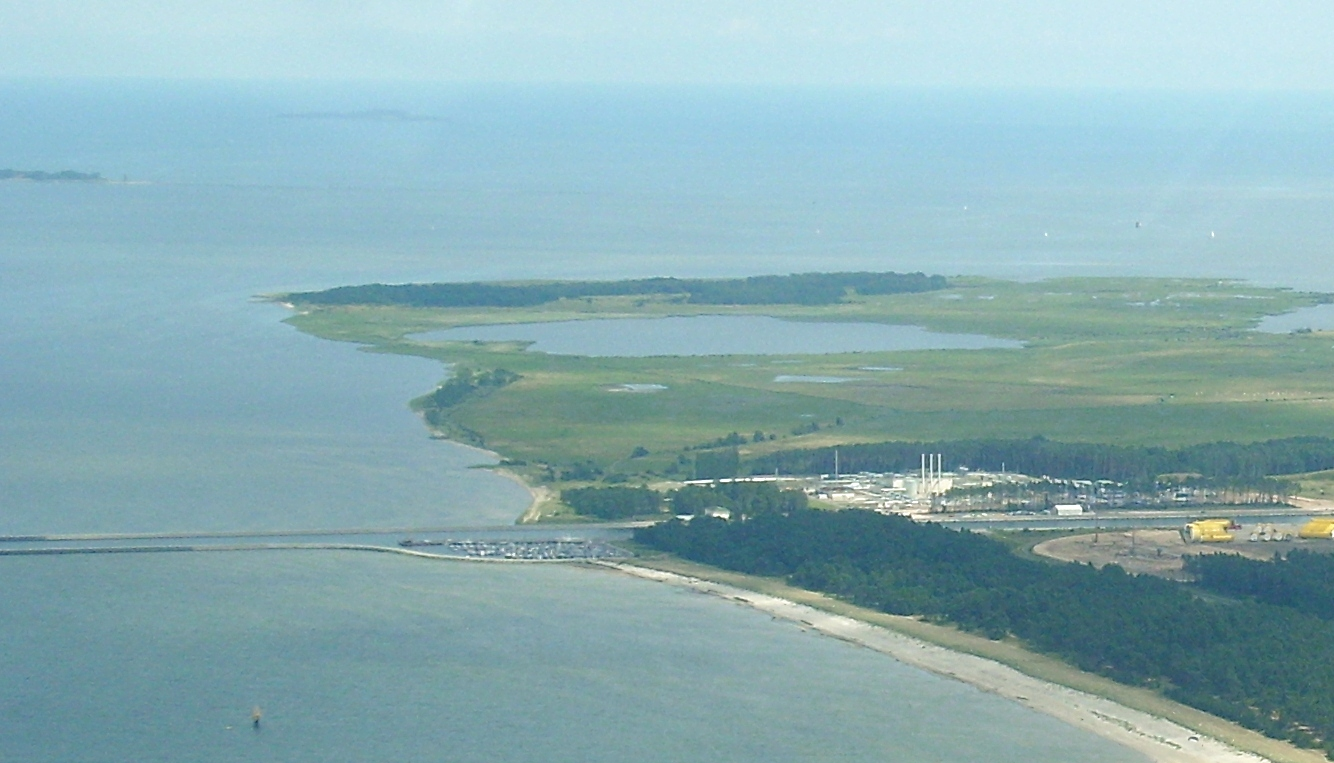

54°9′45″N 13°41′15″E / 54.16250°N 13.68750°E
弗雷森多夫湖（德語：Freesendorfer See），是德國的湖泊，位於該國東北部，由梅克倫堡-前波美拉尼亞州負責管轄，處於前波美拉尼亞-格賴夫斯瓦爾德縣附近，長0.9公里、寬0.7公里，面積0.48平方公里，海拔高度0.1米。